# 2019 (szám)
A 2019 (római számmal: MMXIX) a 2018 és 2020 között található természetes szám.

## A matematikában
A tízes számrendszerbeli 2019-es a kettes számrendszerben 11111100011, a nyolcas számrendszerben 3743, a tizenhatos számrendszerben 7E3 alakban írható fel.
A 2019 páratlan szám, összetett szám, félprím. Kanonikus alakja 31 · 6731, normálalakban a 2,019 · 103 szorzattal írható fel. Négy osztója van a természetes számok halmazán, ezek növekvő sorrendben: 1, 3, 673 és 2019.
A 2019 huszonhét szám valódiosztóösszeg-függvényeként áll elő, ezek közül a legkisebb is nagyobb 10 000-nél.